# Hydroeciodes ritaria
Hydroeciodes ritaria là một loài bướm đêm trong họ Noctuidae.